# Norra Djurgården
Norra Djurgården er en bydel i Stockholms innerstad.
Området har tidligere været en kongelig jagtejendom, også kaldt Djurgården . Det ejes og forvaltes af Kungliga Djurgårdsförvaltningen. Hele bydelen, med undtagelse af området omkring Kungliga Tekniska Högskolan og Ruddammen, indgår i Ekoparken.
Norra Djurgården grænser til Hjorthagen, Östermalm, Ladugårdsgärdet og Vasastaden samt til bydelene Haga og Bergshamra i Solna kommun, samt til kommunene Danderyd og Lidingö.
En stor del af bydelen er skovbevokset, blandt andet Lill-Jansskogen. Norra Djurgården har en lang kyst til Brunnsviken (3,5 km), til Lilla Värtan (3,8 km), Ålkistan (180 meter) og Husarviken (800 meter).